# محطة قطار واد العاصي
محطة قطار واد العاص هي محطة سكة حديد جزائرية سابقة تقع ببلدية بني أونيف في ولاية بشار.

## وضع السكك الحديدية
تم إنشاء المحطة على ارتفاع 844,900 م  ، وتقع عند نقطة الكيلومتر (PK) 524,623 من الخط من وادي تليلات إلى بشار ، حيث تسبقها محطة قطار زوبية القديمة وتتبعها محطة قطار بني أونف.

## تاريخ
افتتحت المحطة في عام 1903 عند تدشين قسم زوبية إلى بني أونف من خط السكة الحديد الضيق القديم من وهران إلى قنادسة عبر سعيدة. سبقتها محطة دوفيرييه القديمة وتلتها محطة بني أونف، وكانت تقع عند PK 622,700 من هذا الخط .
تعتبر هذه المحطة من بين المحطات المحصنة في الجزائر التي بناها الجيش الفرنسي بين عامي 1881 و1906 على طول الخط الرابط بين سعيدة وبشار.

## خدمة الركاب
في عام 2023، توقفت خدمة هذه المحطة بواسطة قطارات شركة النقل بالسكك الحديدية الوطنية .

### مقالات ذات صلة
- خط من وادي تليلات إلى بشار
- خط من وهران إلى قنادسة
- قائمة محطات القطارات في الجزائر

### روابط خارجية
- "ش.و.ن.س.ح". الشركة الوطنية للنقل بالسكك الحديدية. مؤرشف من الأصل في 2025-05-05.